# Gevlekte chachalaca
De gevlekte chachalaca (Ortalis guttata) is een vogel uit de familie sjakohoenders en hokko's (Cracidae). De wetenschappelijke naam van de soort is voor het eerst geldig gepubliceerd in 1825 door Spix.

## Voorkomen
De soort komt voor in het Amazoneregenwoud en telt 2 ondersoorten:
- O. g. guttata: het westelijk Amazonebekken.
- O. g. subaffinis: oostelijk en noordoostelijk Bolivia en aangrenzend Brazilië.

## Beschermingsstatus
Op de Rode Lijst van de IUCN heeft de soort de status veilig.